# Kingdoms of the Wall
Kingdoms of the Wall este un roman științifico-fantastic din 1992 scris de Robert Silverberg. A fost publicat inițial de HarperCollins (UK).

## Povestea
Pe o planetă îndepărtată locuitorii trăiesc la poalele unui munte imens (numit "Kosa Saag", "zid"), dimensiunile sale fiind aproape infinite. 
Zidul este un munte gigantic și redutabil. Creasta zidului este aproape inaccesibilă. Totuși în fiecare an, 40 de tineri și tinere dintre cei mai buni întreprind ascensiunea. Pentru că, acolo sus, potrivit legendelor și a puținelor mărturii contradictorii, trăiesc zeii înțelepciunii. Dar nimeni nu s-a mai întors.
De-a lungul romanului, sunt prezentate aventurile lui Poilar Bandylegs, șeful expediției. El este însoțit de Traiben, cel mai bun prieten al său. Cei doi vor elucida multe misterele zidului. De asemenea, ei se întâlnesc cu personaje tulburătoare. În cele din urmă, mai multe pericole îi amenință.

## Legături externe
- en  Istoria publicării lucrării Kingdoms of the Wall la Internet Speculative Fiction Database